# Gnypeta laticollis
Gnypeta laticollis är en skalbaggsart som först beskrevs av Thomas Casey 1885.  Gnypeta laticollis ingår i släktet Gnypeta och familjen kortvingar. Inga underarter finns listade i Catalogue of Life.